# Paul Merton

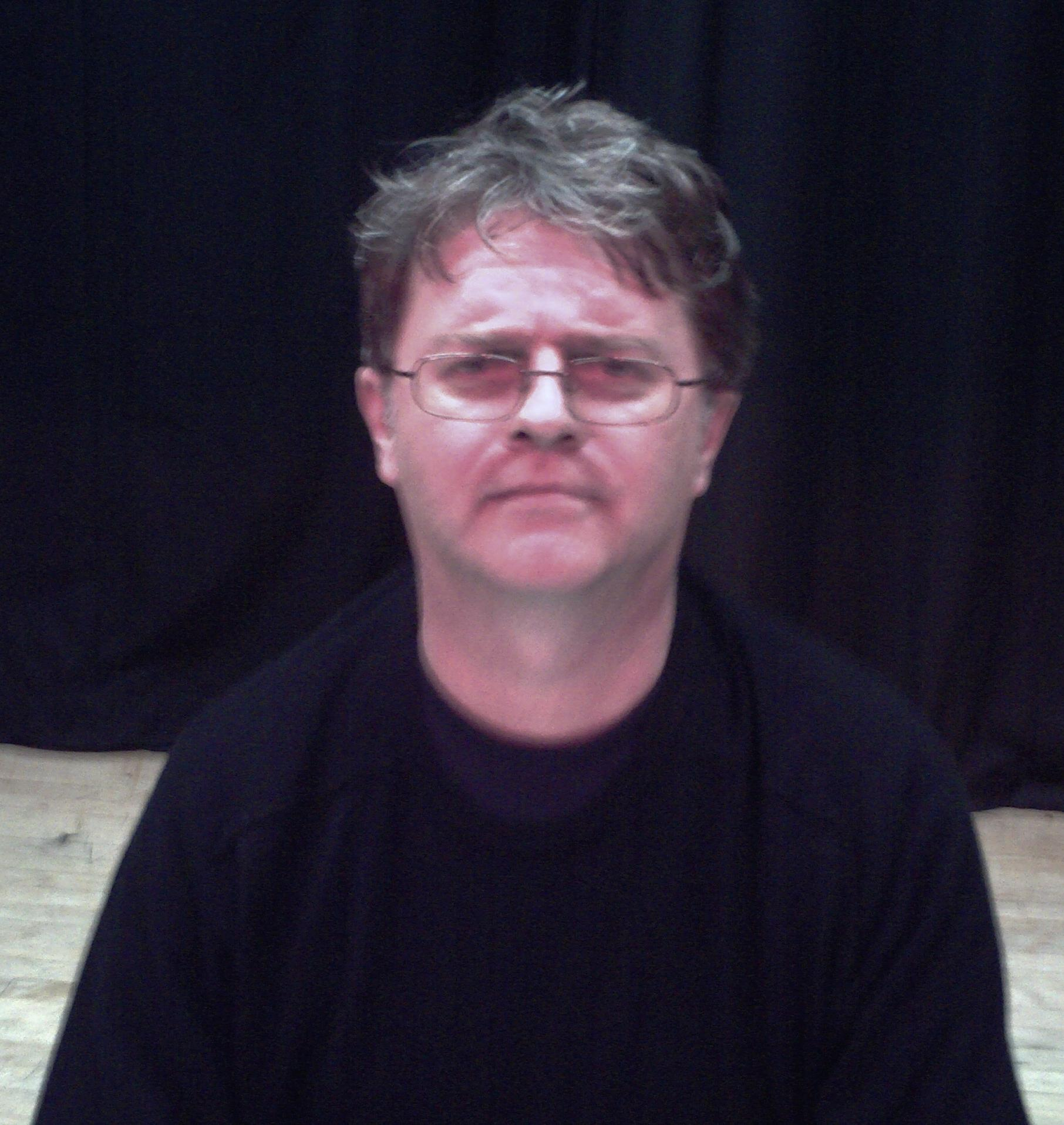
Paul Merton

Paul Merton (eigentlich: Paul James Martin; * 9. Juli 1957 in London) ist ein englischer Comedian und Moderator.
Ab 1982 hatte Merton erste Auftritte im Comedyclub Comedy Store in Soho. Wenige Jahre später wurde er festes Mitglied deren Impro-Comedygruppe The Comedy Store Players. Ab 1988 wurde Merton im Fernsehen bekannt als Mitglied der Channel 4-Sendung Whose Line Is It Anyway?. Seit 1989 wirkt er in der Panel-Show Just a Minute und seit 1990 in Have I Got News for You mit. Ab 1991 hatte er für drei Jahre mit The Series eine eigene Sketch-Show. Von 1999 bis 2007 war er Gastgeber der Comedy-Talkshow Room 101.
Ab 2007 moderierte er mehrteilige humoristische Reise-Dokus: Paul Merton in China (2007, 4 Folgen), Paul Merton in India (2008, 5 Folgen) und Paul Merton in Europe (2010, 6 Folgen).
Er wurde zweimal mit dem British Comedy Award ausgezeichnet: 1992 als Top TV Comedy Personality und 1999 als Best Comedy Entertainment Personality.